# Qualificazioni al Campionato africano femminile di pallacanestro 2015
Le qualificazioni per il Campionato africano di pallacanestro femminile 2015 mettono in palio sette posti per gli Campionati africani 2013 che si terranno in Mozambico.

## Qualificate
Nazione ospitante:
 Camerun
Grazie ai risultati della precedente edizione:
- Angola
- Mozambico
- Senegal
- Mali

## Eliminatorie Zona I
| Squadra | P.ti | G | V | P | PF  | PS  | DP  |
| ------- | ---- | - | - | - | --- | --- | --- |
| Algeria | 4    | 2 | 2 | 0 | 127 | 87  | +40 |
| Marocco | 0    | 2 | 0 | 2 | 87  | 127 | -40 |

## Eliminatorie Zona II
| Squadra | P.ti | G | V | P | PF  | PS  | DP   |
| ------- | ---- | - | - | - | --- | --- | ---- |
| Mali    | 4    | 2 | 2 | 0 | 200 | 51  | +149 |
| Guinea  | 0    | 2 | 0 | 2 | 51  | 200 | -149 |

La Guinea viene ripescata.

## Eliminatorie Zona III
| Squadra        | P.ti | G | V | P | PF  | PS  | DP  |
| -------------- | ---- | - | - | - | --- | --- | --- |
| Nigeria        | 4    | 2 | 2 | 0 | 159 | 94  | +67 |
| Costa d'Avorio | 0    | 2 | 0 | 2 | 94  | 159 | −67 |

## Eliminatorie Zona IV
| Squadra      | P.ti | G | V | P | PF  | PS  | DP  |
| ------------ | ---- | - | - | - | --- | --- | --- |
| Gabon        | 6    | 4 | 3 | 1 | 248 | 221 | +27 |
| Camerun      | 6    | 4 | 3 | 1 | 253 | 232 | +19 |
| RD del Congo | 0    | 4 | 0 | 4 | 203 | 251 | −48 |

## Eliminatorie Zona V
| Squadra | P.ti | G | V | P | PF  | PS  | DP  |
| ------- | ---- | - | - | - | --- | --- | --- |
| Uganda  | 4    | 4 | 2 | 2 | 252 | 223 | +29 |
| Kenya   | 4    | 4 | 2 | 2 | 228 | 240 | -12 |
| Egitto  | 4    | 4 | 2 | 2 | 237 | 254 | -17 |

## Eliminatorie Zona VI
| Squadra   | P.ti | G | V | P | PF  | PS  | DP   |
| --------- | ---- | - | - | - | --- | --- | ---- |
| Sudafrica | 8    | 4 | 4 | 0 | 248 | 178 | +60  |
| Zimbabwe  | 4    | 4 | 2 | 2 | 251 | 204 | +47  |
| Botswana  | 0    | 4 | 0 | 4 | 151 | 268 | −117 |

## Eliminatorie Zona VII
Torneo non disputato.